# Frequenze pericolose
Frequenze pericolose (Stay Tuned) è un film del 1992 diretto da Peter Hyams. A metà tra il genere comico e quello fantastico, è interpretato da John Ritter.

## Trama
Totalmente teledipendente, Roy Knable, dopo un forte litigio con la moglie Helen, conosce l'inquietante Spike che gli offre un abbonamento alla tv satellitare con annessa installazione di un'enorme parabola. Lui firma, ma non sa che sta invece vendendo l'anima al male assoluto.
Lui e la moglie vengono risucchiati dall'antenna e si trovano coinvolti in prima persona in programmi, film e telefilm della televisione americana rivisti in chiave parodistica ma letale per i protagonisti: ad esempio due concorrenti si ritrovano in un film in cui vengono inseguiti (e alla fine schiacciati) da Godzilla. L'ordine quindi per i concorrenti è sopravvivere, per non immolare le loro anime alla dannazione eterna.

Dopo peripezie e tanti programmi riusciranno ad imbrogliare Spike e riacquistare la libertà, inoltre Roy impara che c'è molto oltre la televisione.

## Curiosità
- Saltando da un canale all'altro Roy Knable si trova nel salotto del telefilm Tre cuori in affitto (nel quale proprio l'attore John Ritter era uno dei protagonisti), dove le due ragazze protagoniste della serie gli chiedevano dove fosse scomparso per tutti quegli anni. Urlando di paura, cambia di nuovo canale.
- Durante uno dei suoi viaggi tra canali, Roy Knable si ritrova in uno studio televisivo arredato a mo' di scantinato per la trasmissione "Duane's Underworld", in cui i due presentatori sono degli zombie vestiti come Wayne Campbell e Garth Algar del film Fusi di testa: infatti Duane's Underworld è la parodia di Wayne's World, la trasmissione di Wayne Campbell girata proprio nello scantinato di casa sua nel film.

## Commento
Vista la natura del film ci viene posta una doppia chiave di lettura. La prima è prettamente legata alla trama della pellicola, mentre la seconda, forse la più divertente, consiste nel riconoscere film ed altro che è stato stravolto e ridicolizzato.

Una delle scene che più colpisce è quella legata al film A spasso con Daisy, dove Spike è l'autista e Roy il figlio sovrappeso dell'anziana signora: in questo caso la macchina passa più volte sopra la donna, ed il titolo viene storpiato con "A spasso sopra Miss Daisy".